# Adrián Murcia Rodríguez
Adrián Murcia Rodríguez (Alicante, 7 de julio de 1991) es un futbolista español. Juega de portero con el R.E. Virton.

## Trayectoria
Guardameta formado en las canteras del Villarreal CF, Valencia CF y Hércules CF, entre otros, fue internacional en categorías inferiores con España, disputando la Aegean Cup (2007). Con 16 años fue convocado con el Hércules CF de Segunda División A para el partido que les enfrentaba al Cádiz CF en el Estadio Ramón de Carranza.  Tras fichar por el CD Alcoyano B se convirtió en tercer portero del CD Alcoyano en Segunda División A superando las 15 convocatorias con la primera plantilla. En la temporada 2012/13 pasó a formar parte de la primera plantilla del CD Alcoyano en Segunda B, siendo el portero titular en el encuentro de Copa del Rey disputado en el Estadio Santiago Bernabéu contra el Real Madrid CF.
En busca de minutos, la campaña 2013/14 firmó con el Muro CF grupo VI de Tercera División firmando un promedio inferior a un gol por encuentro, quedándose a las puertas de disputar la Fase de Ascenso a Segunda B tras acabar la temporada en quinta posición. Tras recibir una oferta para jugar en la VCU (Virginia Commonwealth University) en la Division I (NCAA) pero no pudo concretar su incorporación al no poder validar su estatus amateur al haber formado parte de equipos profesionales. Jugando dicha campaña en las filas de la Universidad de Alicante, donde completaba sus estudios. 
Actualmente forma parte de la plantilla del Leiknir Faskrudsfjordur de la 1. deild karla (Islandia).

## Clubes
| Club                       | País     | Periodo   | Liga PJ (G) |
| -------------------------- | -------- | --------- | ----------- |
| CD Alcoyano                | España   | 2011/12   |             |
| CD Alcoyano                | España   | 2012/13   | 1 (-3)      |
| Muro CF                    | España   | 2013/14   | 31 (-26)    |
| CD Universidad de Alicante | España   | 2014/15   | 20 (-17)    |
| Leiknir Faskrudsfjordur    | Islandia | 2016/2017 | 22 (-44)    |
| RFC Banneux Sprimont       | Bélgica  | 2017/2018 |             |
| RE Virton                  | Bélgica  | 2018/     |             |